# محمد بن أحمد الخوارزمي
محمد بن أحمد الخوارزمي (ت. 387 هـ / 997 م) هو أبو عبد الله محمد بن أحمد بن يوسف الكاتب البلخي الخوارزمي، باحث من أهل خراسان. له كتاب مفاتيح العلوم ألفه وأهداه للوزير عبيد الله بن أحمد العتبي. قال الزركلي: «يعد كتابه من أقدم ما صنفه العرب على الطريقة الموسوعية». قال المقريزي: «وهو كتاب جليل القدر». نشره المستشرق فان فلوتن.

## سيرته
الخوارزمي شخصية غامضة إلى حد ما. ولد عام 935 في خوارزم مسقط رأس والده. كانت والدته من مواليد أمل في طبرستان. يشير بشكل متكرر إلى نفسه باسم الخوارزمي أو الطبري، بينما تشير إليه مصادر أخرى باسم الطبرخازي أو الطبرخازمي. ربما كان الخوارزمي ابن أخي محمد بن جرير الطبري، المؤرخ والمفسر البارز. عمل الخوارزمي لبعض الوقت في البلاط الساماني في بخارى في بلاد ما وراء النهر، حيث حصل على لقبه، «الكاتب».
أثناء وجوده في البلاط الساماني، قام بتجميع عمله الأكثر شهرة، مفتاح العلوم، وهي موسوعة إسلامية عريقة عن العلوم، كان يهدف من كتابتها إلى أن تكون مرجعاً لمسؤولي البلاط. تم إصدارها بناء على طلب أبو الحسن العتبي، الوزير في بلاط الأمير نوح الساماني. والعمل مهدى للعتبي الذي حدد موعدًا لإنجازه حوالي عام 977. وفي نيسابور، كتب الخوارزمي عددًا من روايات الرحلات، والتي لم يبق سوى أجزاء منها فقط. محليًا، حقق الخوارزمي شهرة كبيرة كعالم وككاتب رائد. لكن شهرته تراجعت بعد وصول الباحث المنافس والكاتب الشاب بديع الزمان الهمذاني عام 383هـ/992م. قام الهمذاني بتأليف شكل جديد من أشكال النثر الذي اكتسب شعبية هائلة في البداية في نيسابور ثم في جميع أنحاء العالم العربي. هذا النوع المبتكر هو ما أصبح يعرف باسم المقامة. تنافس الخوارزمي والهمذاني مع بعضهما البعض، وتبادلا الإهانات وتخاصما. وقيل أن خصامهما يرجع إلى رغبة الهمذاني في الظهور وطعمه في الانفراد بالشهرة، وأهم مصدر لهذه الخصومة الرسالة المطولة التي كتبها الهمذاني في وصف مناظرة قامت بينه وبين الخوارزمي، والتي كانت «مملوءة بالتحامل ومحاورات لفظية تدل على غلبة الزخرفة». وكان الخوارزمي في نظر الهمذاني «لا يحسن من الكتابة إلأ الطريقة الساذجة».

## أعماله
ألَّف الخوارزمي عملاً في النحو العربي بعنوان «كتاب كفاية المتحفظ». ومع ذلك، اشتهر أكثر لكونه مؤلف كتاب «مفاتيح العلوم»، وهي موسوعة إسلامية للعلوم. وبصفته عملا ضخما، شمل مفتاح العلوم معجما وموسوعة. يعتبره العلماء أول محاولة لتوثيق العلوم الإسلامية. يتضمن العمل أقسامًا عن الرياضيات والكيمياء والطب والتنبؤ بالجو.

### الطبعات والترجمات
لم تُترجم إلى لغات أجنبية سوى مختارات محدودة من مفاتيح العلوم. تشمل الإصدارات والترجمات البارزة ما يلي:
- غيرلوغ فان فولتن (محرر)، كتاب مفاتيح العلوم، ليدن، بريل، 1895 (بالعربية، مع مقدمة باللاتينية) - العديد من الطبعات.
- ضبط وتحقيق الالفاض الإستلهية التنخية الواردة في كتاب مفاتبح العلوم للخورزم/ ليحيى الخشاب، الباز العريني.
- الإبياري، مفاتيح العلوم، بيروت 1984
- بوسورث، «أبو عبد الله الخوارزمي في الشروط الفنية لفن الكتابة»، مجلة التاريخ الاجتماعي والاقتصادي للشرق، المجلد. 12، ص 112-164 (أعيد طبعه في الثقافة العربية في العصور الوسطى، العدد 15، لندن، 1983. - ترجمة مشروحة للفصل الرابع من كتاب مفاتيح العلوم (بالإنجليزية)
- بوسورث، الحوارزمي في اللاهوت والطوائف: فصل الكلام في مفاتيح العلوم، نشرة الدراسات الشرقية، المجلد الأول، 1977، ص 85-95 https: //www.jstor.org/stable/41604610 (الإنجليزية)
- هاجودان، ترجمة فارسية لمفاتيح العلوم، طهران، 1928 (بالفارسية)
- Farmer, H.G.,”The Science of Music in the Mafatih Alulum” in: Transactions of the Glasgow University Oriental Society, vol. 17, 1957/8, pp 1-9 translation of Section 7, Part 2 (بالإنجليزية)
- Unvala, J.M., "The Translation of an Extract from Mafatih aI-Ulum of al-Khwarazmi," The Journal of the K.R. Cama Institute, vol. XI,1928 (بالإنجليزية)
- Seidel, E., "Die Medizin im Mafātīḥ al-ʻulūm", SBPMSE, vol. XLVII, 1915, pp 1–79 (بالألمانية ومع تعليقات مطولة)
- Weidemann، B. "Über die Geometrie und Arithematik nach den Mafātīḥ al-Dolm،" SBPMSE ، vol، 40، 1908، pp 1-64 (بالألمانية)

### لقراءة متعمقة

#### بلغات أجنبية
- J. Vernet, "Al-Khuwārizmī, Abū ‘Abd Allāh Muḥammad Ibn Aḥmad Ibn Yūsuf", Dictionary of Scientific Biography.
- Hossein Khadiv Jam, The Translation of Mafatih al-'Ulum ((بالفارسية: ترجمهٔ مفاتیح‌ العلوم)), Bonyad-e Farhang-e Iran, 1347 AP (1968), reprinted by Sherkat-e Entesharat-e Elmi-o Farhangi, 1383 AP (c. 2004 CE).
- C. E. Bosworth, "A Pioneer Arabic Encyclopedia of the Sciences: Al Khwārizmī's Keys of the Sciences", Isis, Vol. 54, No. 1, Mar., 1963, pp. 97–111
- Al-Xwārazmī on the Peoples of Central Asia, No. 1 (March, 1963), pp. 97–111.
- Gerlof van Vloten, the editor of Mafātīḥ al-ʿulūm 1895 publication in Leiden, mentions in a preface to Mafātīḥ al-ʿulūm that nothing is known about al-Khwārizmī except his name and that he is also known as al-Balkhi, but Hossein Khadiv Jam, the Persian translator of Mafātīḥ al-ʿulūm mentions that after a lot of searches he has found that al-Khwārizmī «was born in Balkh, lived in Nishapur, worked as a clerk in the Samanid court for a while, and has authored the book Mafātīḥ al-ʿulūm, one of the oldest Islamic encyclopedias, at the request of Abu'l-Husain Utbi, a vizier of Nuh II, in the Arabic language.»
- Hämeen-Anttila, J., ‘’Maqama: A History of a Genre’’, Otto Harrassowitz Verlag, 2002 (especially see pp 35-47 for a discussion of al-Khawarizmi’s maqamat)
- C. E. Bosworth and Gerard Clauson, “Al-Xwārazmī on the Peoples of Central Asia”, The Journal of the Royal Asiatic Society of Great Britain and Ireland, No. 1/2 Apr., 1965, pp. 2–12